# Krasnov (cráter)
Krasnov es un cráter de impacto que se encuentra en la parte sureste de los Montes Cordillera, cerca del terminador suroeste de la Luna. Desde la Tierra este cráter aparece en escorzo, y su visibilidad puede verse afectada por la libración. Al norte de Krasnov se halla el cráter Eichstadt y al suroeste aparece Shaler, ambos en el borde del anillo de elevaciones de los Montes Cordillera.
|  |

El borde de este cráter es afilado y no está desgastado notablemente. Sin embargo, un par de pequeños cráteres circulares atraviesan el sector occidental del borde. El material suelto en sus paredes internas se ha desplomado para formar depósitos de rocas en su base. Este anillo inclinado delimita la plataforma interior, de superficie algo irregular.
El nombre del cráter fue adoptado formalmente por la UAI en 1964, aunque en ocasiones se ve transcrito como "Krasnoff".

## Cráteres satélite
Por convención estos elementos son identificados en los mapas lunares poniendo la letra en el lado del punto medio del cráter que está más cercano a Krasnov.
|         | \| Krasnov \| Coordenadas \| Diámetro \| \| ------- \| -------------------------------- \| -------- \| \| A \| 30°00′S 80°31′O / -30, -80.52 \| 10 km \| \| B \| 29°29′S 80°22′O / -29.48, -80.36 \| 13 km \| \| C \| 26°17′S 81°28′O / -26.29, -81.47 \| 12 km \| \| D \| 33°58′S 80°14′O / -33.96, -80.24 \| 13 km \| |          |
| Krasnov | Coordenadas | Diámetro |
| A       | 30°00′S 80°31′O / -30, -80.52 | 10 km    |
| B       | 29°29′S 80°22′O / -29.48, -80.36 | 13 km    |
| C       | 26°17′S 81°28′O / -26.29, -81.47 | 12 km    |
| D       | 33°58′S 80°14′O / -33.96, -80.24 | 13 km    |